# Roberto Longhi
Roberto Longhi (Alba, Italia, 28 de diciembre de 1890 - Florencia, 3 de junio de 1970) fue un historiador del arte italiano.

## Biografía
Nació en el seno de una familia de la pequeña burguesía: su padre, Giovanni, enseñaba materias técnicas en la Regia Scuola Enologica local; el nombre de su madre era Linda Battaglia. Desde su infancia maduró cierta curiosidad por la cultura visual: nació en la patria de Macrino d'Alba (al que dedicó su primer escrito) y cotidianamente se le presentaban bajo los ojos obras como la Madonna de Barnaba da Modena (conservada en la iglesia parroquial) y el Concertino de Mattia Preti (en el municipio ciudadano).
Después de los estudios secundarios bajo la guía de Umberto Cosmo, alcanzada el grado de maturità en el Liceo clásico, se inscribe en la'Universidad de Turín, donde fue alumno de Pietro Toesca, con el cual el joven Longhi se laureó en 1911 discutiendo una tesis sobre Caravaggio: se trasladó entonces a Roma, donde se diplomó en la Scuola di Perfezionamento in Storia dell'Arte local bajo la guía de Adolfo Venturi, del cual se convirtió en discípulo y estrecho colaborador en la revista'Arte, dirigida por él.
Atraído por el arte de Gustave Courbet y Pierre-Auguste Renoir, impresionado por las obras de Eugène Fromentin y Walter Pater (que observó en la Bienal de Venecia) permanece fascinado por la lectura de Charles Baudelaire y Stéphane Mallarmé; aproximándose a la estética crociana, se destacó pronto rechazando una cierta refractariedad en el no distinguir los «campos intuitivos del Arte». Inició entonces una colaboración con La Voce, de Giuseppe Prezzolini, una de las principales revistas culturales italianas de principios del siglo XX y se hizo docente de Historia del arte en algunos liceos romanos.
Se ofreció a Bernard Berenson como traductor italiano de su obra Italian Painters of the Renaissance. Fue uno de los más importantes historiadores del arte italiano del siglo XX, un punto de referencia para toda la crítica posterior.

## Obras principales
- Opere Complete, Florencia 1963
- Piero de' Franceschi, Roma 1923 [reed. y revisado en Opere Complete, III; Florencia 1963]
- Officina Ferarrese, Roma 1934 [reed. y revisado en Opere Complete, V; Florencia 1963]
- Caravaggio, Milán 1952

En España, se ha publicado Breve pero auténtica historia de la pintura italiana, con traducción de Zósimo González, 1ª ed., Boadilla del Monte. A.Machado Libros, S.A., 05/1994. Colección: La balsa de la medusa, 69. ISBN 84-7774-569-2

## Exposiciones
- Mostra di Caravaggio e dei Caravaggeschi, Milán 1951
- Pittori della realtà, Milán 1953
- Arte lombarda dai Visconti agli Sforza, Milán 1958

## Honores y distinciones
- Caballero de Gran Cruz (Orden del Mérito de Italia) el 30 de diciembre de 1969 en Roma